# تپه کلک‌لی
تپه کلک لی مربوط به هزاره اول قبل از میلاد است و در شهرستان زنجان، بخش مرکزی، روستای قلی کندی واقع شده و این اثر در تاریخ ۲۳ شهریور ۱۳۸۲ با شمارهٔ ثبت ۱۰۰۵۱ به‌عنوان یکی از آثار ملی ایران به ثبت رسیده است.